# Ободи
Ободи (Tabanidae) е семейство мухи в разред Двукрили (Diptera).

## Описание
Възрастните често са големи и пъргави в полет. Само женските ободи „хапят“ сухоземни гръбначни животни, включително хора, за да получат кръв. Мъжките са хранят само с нектар. Те предпочитат да летят на слънчева светлина, като избягват тъмни и сенчести места и са неактивни през нощта. Срещат се по целия свят с изключение на някои острови и полярните региони (Хавай, Гренландия, Исландия).
Яйцата на ободите често се атакуват от малки паразитни оси, а ларвите се консумират от птици, както и паратизирани от тахинидни мухи, гъбички и нематоди. Възрастните ободи се изяждат от общи хищници като птици, а някои специализирани хищници, като осата bembicinid, също предпочитат да атакуват ободи, като ги хващат, за да осигурят гнездата си.
Чифтосването често се случва на рояци, обикновено на върха на хълм. Сезонът, часът от деня и видът ориентир, използван за чифтосване на рояци, са специфични за конкретните видове.